# Línguas dene-ienisseianas
As línguas dene-ienisseianas formam uma família linguística proposta que compreende às línguas ienisseianas da Sibéria Central e as línguas na-dene, faladas no noroeste, costa pacífica, e suroeste da América do Norte.
Em Março de 2008, Edward Vajda da Universidade Western Washington concluiu após dez anos de pesquisa, baseada em morfologia e reconstrução de proto-línguas, que essas duas famílias são relacionadas (Vajda 2008). Seu trabalho tem sido bem avaliado por especialistas em línguas na-dene e línguas ienisseianas, incluindo Michael Krauss, Jeff Leer, James Kari, e Heinrich Werner, bem como outros respeitados lingüistas como Bernard Comrie, Johanna Nichols, Victor Golla, Michael Fortescue, e Eric Hamp. Em adição à conclusão de que as línguas na-dene e ienisseianas são relacionadas, o seminário também foi contundente ao declarar que a comparação entre as duas famílias lingüísticas "mostra conclusivamente que o haida, às vezes associado ao na-dene, não possui nenhuma relação com esse grupo."
Algumas das evidências da relação entre o na-dene e o ienisseiano lembram propostas menos rigorosas para superfamílias lingüísticas como as línguas dene-caucasianas, que agruparia a língua burushaski e as famílias lingüísticas sino-tibetanas e caucasiana setentrional. No entanto, Vajda não encontrou o tipo de correspondências morfológicas entre essas famílias tais como ele identificou entre as línguas ienisseianas e na-dene.